# 球孢枝孢菌
球孢枝孢菌，枝孢菌屬的輻射自營性真菌，由德國真菌學家阿爾伯特·朱利葉斯·奧托·彭齊希在1886年從枯萎的柑橘枝葉堆中發現。作為一黑色黴菌，其有著生長遲緩且多數情況下為無性繁殖的特性，並由一群形態分化不完全的隱存種構成，卻彼此之間有著相同的生理與生態屬性。儘管這些姐妹種各有各的特質，但在較早的文獻中都被歸類成球孢枝孢菌。因此嚴格意義上，舊文獻報告對該真菌的生理和生境規律描述大多不實。而從現代譜系分析來看，球孢枝孢菌與Cladosporium fusiforme（可譯作「針狀枝孢菌」）最為類似，先前被認為是同物異名的蘭氏枝孢菌（Cladosporium langeroni）則是不同物種。

## 生長與形態
球孢枝孢菌整體呈橄欖棕色，具隔膜和厚實的菌絲壁，其菌落質地既光滑又扁平，幾乎無任何浮凸、絨毛或輻溝。分生孢子柄則分枝，顏色偏暗，有隔膜，長150–300 μm、寬3.5–4.0 μm，且具有枝孢菌屬的顯著樹狀結構，但與其他相關物種不同的是，它分生孢子柄的分枝點沒有隆起的結節。該真菌的分生孢子呈球形至橢圓形，直徑長約3.4–4.0 μm，同時以分枝鏈的形式存在，其中最年輕的分生孢子位於頂端。球孢枝孢菌也會產生長約6–14 × 3.5–4.0 μm的枝分生孢子，這也是其中一種讓它得以不同於類似物種的特徵。
在已知低達−5 °C（23 °F）至35 °C（95 °F）的生境下，球孢枝孢菌方能生長，超過37 °C（99 °F）則停止活動，因此可把它歸類為嗜冷菌。該物種的最佳生長溫度為25 °C（77 °F）。其亦具耐旱性，因而可在高鹽度或其他溶解溶質導致水活性低下的環境下茁壯成長。據觀察，球孢枝孢菌在活體內能在0.815 aw的環境中生長。

## 生理
球孢枝孢菌被認為屬腐營生物的一種，也是植物組織凋萎或枯死時侵入的次生侵染菌。其透過將澱粉、蔗糖和纤维素轉化成乙醇和二氧化碳來汲取能量，但在實驗室環境下作出的研究指出，即使是以甲苯為唯一碳源，該物種仍能成功生長。之所以有這一特徵，或許是因為球孢枝孢菌與許多其他枝孢菌屬的真菌皆為需長期處身在缺營養環境內的次生定殖菌。球孢枝孢菌可藉產生过氧化氢等活性氧類，以二級代謝物生產者的角色助長土壤中多環芳香烴的生物降解過程。除此之外，該物種還能將黑色素視作次级代谢产物大量釋出，以防止自身受紫外線、酶促裂解、氧化应激，以及其他競爭真菌的感染滋擾。
在具其他有機質的情形下，給真菌染色的黴菌鏡檢可確定球孢枝孢菌的存在。在該測試中添加乳酸酚棉藍染色劑會使該物種的細胞壁幾丁質變成藍色，但生枝的的分生孢子和球形分生孢子柄則仍維持其特有的棕色。球孢枝孢菌的第一個基因組序列草圖在2012年生成。研究人員鑑定出它具有參與進萘二酚–黑色素生物合成過程的基因，從而確認該真菌生成黑色素的原因。他們還發現了與過敏原產生相關的基因，以及對各種抗真菌药產生抗藥性的基因。

### 生境與生態
球孢枝孢菌是一種棲息於城市環境內的廣布種，可透過空氣傳播的特性在不同地點之間快速增生，但其傳播範圍性仍未明朗。它分佈於熱帶和地中海氣候的高鹽度環境，以及溫帶氣候的土壤或植群環境中。如果在室內發現該真菌的話，就表明諸如廚房和浴室牆壁等地發生凝結現象。研究指出球孢枝孢菌不僅能在牆壁、油畫與其他表面的膝膜上生長，還可見於塗有或未塗油漆的牆紙的石膏基材料上。植物體方面則包括水果、蔬菜、柑橘葉、各種枯萎植物的葉及草本和木本植物的莖。而小麥烘烤食品上亦據稱發現球孢枝孢菌。

## 對人類的作用
球孢枝孢菌主要被認為是採摘過後的水果和蔬菜的催腐劑。儘管大多研究指出其不具有致病性，但它是一種已知的過敏原，能夠引起呼吸系统疾病、皮下暗色絲孢菌病，以及由多種黑色真菌引發的免疫活性個體的支氣管內病變，極少情況下還能導致皮膚、眼睛、鼻竇或腦部感染。曾有一女性病例的手背腫脹，經GMS染色法與乳酸酚棉藍檢測後證實患者身上存在與球孢枝孢菌相若的暗色菌絲；另一確診案例則為腦部暗色絲孢菌病，而該患者在適當診療後症狀已減輕。該真菌同時也會產生過敏原化合物，但未有證據表明會否釋出顯著的真菌毒素。

### 植物生長刺激劑
美國農業部在2020年宣佈研究顯示球孢枝孢菌對植物生長具正面功用。他們在一項以菸草和甜椒為對象的實驗中發現只要已發芽的植物離得夠近，球孢枝孢菌的TC09殖株便會以釋放氣體和揮發物的方式助長該植物生長。

### 輻射防護
切尔诺贝利核事故過後，科學家從核電站四號反應堆的石墨碎片中分離出球孢枝孢菌的菌株。在排除碳對真菌本身定向生長的潛在干擾後，他們證實β和γ射線會促使該物種往游離輻射源方定向生長。2007年發表在《PLOS ONE》的一篇文章指出它身處高輻射環境時，往往比在非放射性條件下生長得更快。《FEMS微生物學期刊》在隔年四月刊登一文，提議利用包括該真菌在內的輻射自營性真菌，取代危險的傳統人為清理方式，淨化工業廢水及對受輻射汙染的場址進行生物修復。六個月後，美國國家醫學圖書館證實球孢枝孢菌的高黑色素含量令它可將輻射轉化為化學能，從而有利於其在放射性水平極高的地方生存。
在2018年12月和2019年1月，國際太空站（ISS）進行了一項測試輻射自營性真菌可否在太空等環境中用作防輻射的研究，其中便使用了球孢枝孢菌。實驗結果在2020年7月預先公開，以供同行評審。在為期30天的實驗中，ISS測得在完全成熟的狀況下，1.7毫米厚的真菌層下的輻射減少量達2.17±0.35%。據估計，21公分厚的真菌層能有效降低火星地表每年的輻射劑量。